# Елизабета Караболи
Елизабета Караболи (на албански: Elizabeta Karabolli, след като се омъжва Елизабета Нишика (на албански: Elizabeta Nishica), е албанско-американска състезателка по спортна стрелба.
Тя е европейска шампионка в стрелбата с въздушен пистолет през 1979 г., когато представлява Албания. Освен това е първият европейски шампион в спортната история на Албания.

## Спортна кариера
Караболи участва в 3 европейски първенства, като във всяко следващо се представя по-добре. През 1977 г. печели бронзов медал в Рим, Италия. През 1978 печели сребърен медал в Хемеенлинна, Финландия и през 1979 г. става първият човек от Албания, печелил златен медал от европейско първенство, като спечелва златния медал във Франкфурт на Майн, Германия. 
През 2008 г., като натурализирана гражданка на Съединените щати, на 50-годишна възраст, Караболи печели титлата на страната в стрелбата с пистолет.